# Letovice
Letovice (tysk: Lettowitz) er en by i distriktet  Blansko i regionen Sydmæhren i Tjekkiet med   omkring 7.000 indbyggere.
Bydelen Třebětín og landsbyerne Babolky, Chlum, Dolní Smržov, Jasinov, Kladoruby, Klevetov, Kněževísko, Kochov, Lhota, Meziříčko, Novičí, Podolí, Slatinka, Zábludov og Zboněk er administrative dele af Letovice.

## Geografi
Letovice ligger omkring 21 km  nord for Blansko og 37 km nord for Brno. Kommunens område ligger hovedsageligt i Boskovice-furen. Det højeste punkt er bakken Ve Vrších der er 590 m over havets overflade. Byen ligger i Svitava-flodens dal, ved dens sammenløb med Křetínka-floden. Vest for byen, ved Křetínka, ligger Letovice-reservoiret.

## Historie
Den første skriftlige omtale af Letovice er fra 1145.

## Seværdigheder
Byens vartegn er Letovice-slottet. Det oprindelige slot fra det 13. århundrede blev ombygget til en tidlig barokresidens i slutningen af det 17. århundrede. I dag er slottet privatejet og efterhånden restaureret med henblik på at gøre det tilgængeligt for offentligheden.